# Iwan Bubnow

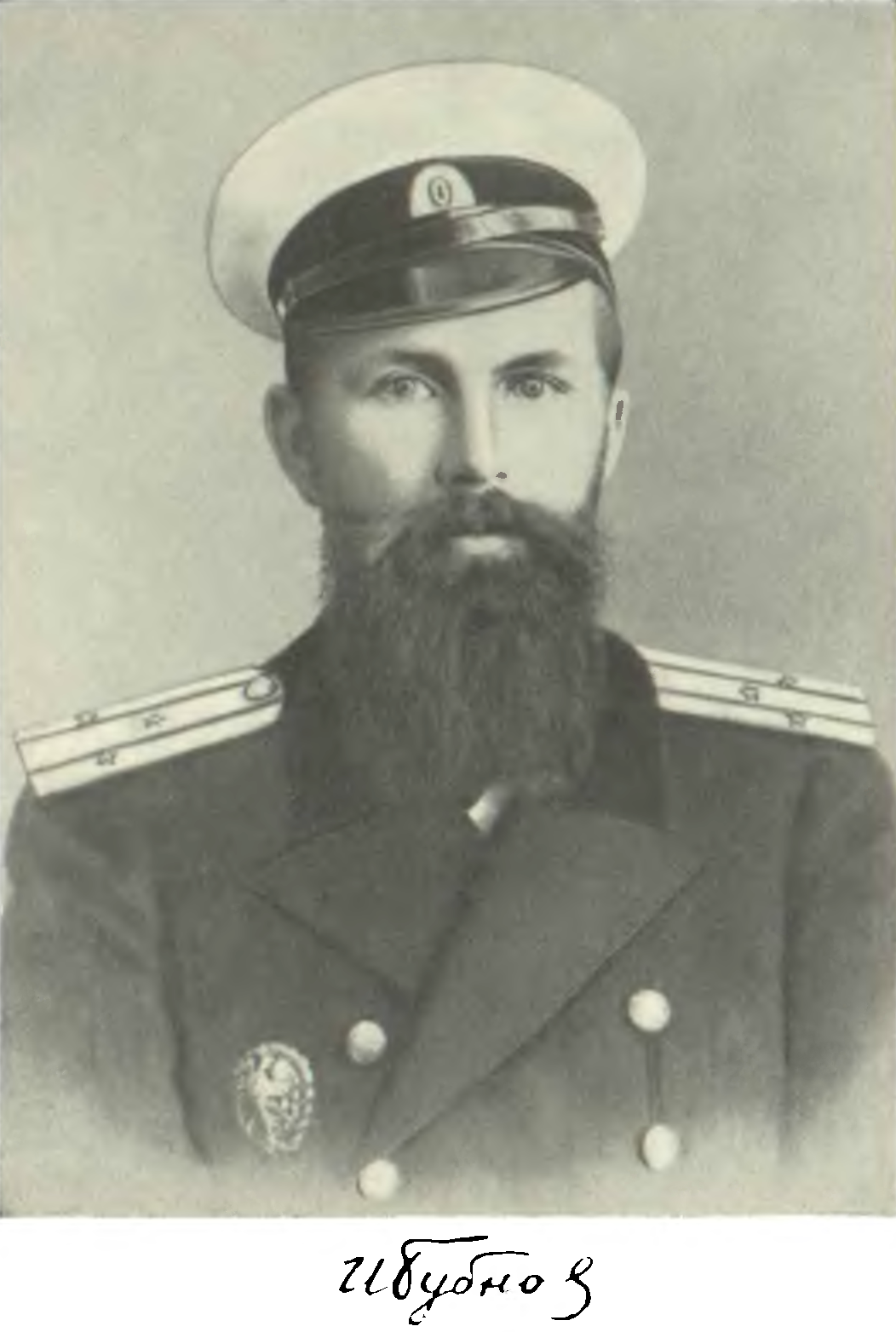
Iwan Bubnow

Iwan G. Bubnow (18 stycznia 1872, zm. 13 marca 1919) – rosyjski inżynier, uczony i konstruktor okrętów. Autor prac dotyczących teorii okrętów, zwłaszcza okrętów podwodnych. W latach 1902–1904 zbudował pierwszy w Rosji okręt podwodny "Delfin".
Bubnow urodził się w Niżnym Nowogrodzie. Studiował w Kronsztadzie. Po studiach zatrudnił się w stoczni w Petersburgu, gdzie pracował jako konstruktor pancerników, a w późniejszym okresie również okrętów podwodnych. Głównym pracodawcą Bubnowa była Marynarka Wojenna Imperium Rosyjskiego. Prowadził on również wykłady na Politechnice w Petersburgu.
Zmarł w Petersburgu z powodu duru brzusznego.